# ولف شوميكر
ولف شوميكر (بالهولندية: Charles P. Wolff Schoemaker) (و. 1882 – 1949 م) هو مهندس معماري، ورسام، ونَحّات، وأستاذ جامعي من مملكة الأراضي المنخفضة . ولد في Banyubiru .
توفي في باندونغ .

## التعليم
تعلم في Koninklijke Militaire Academie

## أعمال بارزة
من أهم أعماله:
- Bandung Cathedral
- Kologdam Building
- Villa Isola.

## مناصب وهيئات
أدار Royal Netherlands East Indies Army، وInstitut Teknologi Bandung، وجامعة دلفت للتكنولوجيا.